# Dominique Vantomme
Dominique Vantomme, né le 10 juillet 1972 , est un musicien de jazz belge, dont l'instrument est le piano.

## Biographie
Il accompagne également sur scène An Pierlé et Karin Clercq.